# Egon Eiermann
Egon Eiermann (właściwie Egon Fritz Wilhelm Eiermann, ur. 29 września 1904 w Neuendorfie koło Berlina, zm. 19 lipca 1970 w Baden-Baden) – niemiecki architekt, przedstawiciel powojennego modernizmu niemieckiego, projektant form przemysłowych, wykładowca akademicki.

## Życiorys
Po studiach w Wyższej Szkole Technicznej w Berlinie u Hansa Poelziga w latach 1923–1927 Eiermann został kierownikiem budowy domów towarowych Karstadt w Hamburgu (1928–1929), następnie zaś pracował w berlińskich zakładach energetycznych. Od 1931 pracował razem z Fritzem Jaeneckem, projektując liczne domy jednorodzinne w Berlinie i okolicy. W 1934 współpraca z Jaenckem została przerwana. Od 1938 do końca II wojny światowej Eiermann projektował liczne fabryki, także zbrojeniowe. W latach 1946–1968 prowadził biuro projektowe razem z Robertem Hilgerem. W 1970 otrzymał Pour le Mérite za Naukę i Sztukę

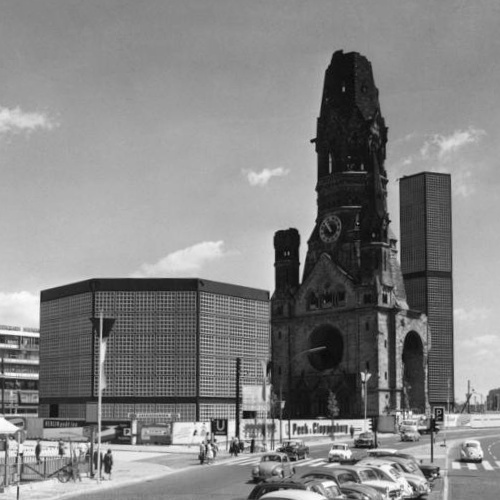
E. Eiermann: Odbudowa kościoła Pamięci cesarza Wilhelma w Berlinie

Ponieważ Eiermann projektował głównie fabryki, jego projekty miały modernistyczny i lekki charakter, nie nosząc żadnych śladów stylu propagowanego przez ideologię nazistowską. Dzięki temu uznano, że nie był zamieszany w działalność nazistów, dzięki czemu stał się jednym z najbardziej szanowanych i wpływowych architektów. W 1947 został powołany na profesora budownictwa i projektowania na wydziale architektury Uniwersytetu w Karlsruhe. W czasie podróży do USA w 1950 i 1956 poznał Waltera Gropiusa, Marcela Breuera i Ludwiga Miesa. Eiermann zajmował się również wzornictwem przemysłowym, projektując meble (m.in. krzesła wiklinowe i drewniane, konstrukcje stołów kreślarskich).

## Wybrane dzieła
- 1949–1951 – przędzalnia w Blumbergu[4]
- 1951–1956 – eksperymentalna elektrownia Uniwersytetu w Karlsruhe[1]
- 1956–1958 – pawilon niemiecki na wystawie światowej w Brukseli[1] (z Sepem Rufem)
- 1958–1961 – dom sprzedaży wysyłkowej Neckermann we Frankfurcie nad Menem[5]
- 1959–1963 – Kościół Pamięci w Berlinie (niem. Kaiser-Wilhelm-Gedächtniskirche) – stary kościół zachowany częściowo w formie ruiny został rozbudowany o nową wieżę i centralną halę[6][7]
- 1961–1963 – ambasada niemiecka w Waszyngtonie[8]
- 1965–1969 – wieżowiec z biurami deputowanych do Bundestagu w Bonn, zwany Długim Eugeniuszem (niem. Langer Eugen)[9]
- 1967–1972 – biurowiec centrali IBM w Stuttgarcie[1]
- 1968–1972 – biurowce centrali Olivetti we Frankfurcie nad Menem[1]
- 1959–1962 – dom własny w Baden-Baden[10]